# Corea del Sur en los Juegos Olímpicos de Lillehammer 1994
Corea del Sur estuvo representada en los Juegos Olímpicos de Lillehammer 1994 por un total de 21 deportistas, 11 hombres y 10 mujeres, que compitieron en 5 deportes.
El portador de la bandera en la ceremonia de apertura fue el patinador de velocidad en pista corta Lee Jun-Ho.

## Medallistas
El equipo olímpico surcoreano obtuvo las siguientes medallas:
| Nombre                                             | Deporte                              | Competición      |
| -------------------------------------------------- | ------------------------------------ | ---------------- |
| Oro                                                |                                      |                  |
| Chae Ji-Hoon                                       | Patinaje de velocidad en pista corta | 500 m M          |
| Kim Ki-Hoon                                        | Patinaje de velocidad en pista corta | 1000 m M         |
| Chun Lee-Kyung                                     | Patinaje de velocidad en pista corta | 1000 m F         |
| Chun Lee-Kyung Kim So-Hee Kim Yun-Mi Won Hye-Kyung | Patinaje de velocidad en pista corta | Relevos 3000 m F |
| Plata                                              |                                      |                  |
| Chae Ji-Hoon                                       | Patinaje de velocidad en pista corta | 1000 m M         |
| Bronce                                             |                                      |                  |
| Kim So-Hee                                         | Patinaje de velocidad en pista corta | 1000 m F         |